# Auburn (Illinois)
Auburn es una ciudad ubicada en el condado de Sangamon en el estado estadounidense de Illinois. En el Censo de 2010 tenía una población de 4771 habitantes y una densidad poblacional de 452,05 personas por km².

## Geografía
Auburn se encuentra ubicada en las coordenadas 39°34′33″N 89°44′34″O / 39.57583, -89.74278. Según la Oficina del Censo de los Estados Unidos, Auburn tiene una superficie total de 10.55 km², de la cual 10.55 km² corresponden a tierra firme y (0%) 0 km² es agua.

## Demografía
Según el censo de 2010, había 4771 personas residiendo en Auburn. La densidad de población era de 452,05 hab./km². De los 4771 habitantes, Auburn estaba compuesto por el 97.23% blancos, el 0.5% eran afroamericanos, el 0.23% eran amerindios, el 0.31% eran asiáticos, el 0.08% eran isleños del Pacífico, el 0.63% eran de otras razas y el 1.01% pertenecían a dos o más razas. Del total de la población el 1.61% eran hispanos o latinos de cualquier raza.